# Плави чуперак (збирка песама)
Плави чуперак је књига песама за децу српског песника Мирослава Мике Антића. Први пут је објављена 1965. године, у издању издавачке куће Младо поколење. Од тада је доживела бројна издања и налази се у лектири за 7. разред основне школе. У збирци се налазе 22 љубавне песме намењена дечацима и девојчицама узраста од 12 до 16 година, који тек улазе у адолесцентски период, али је радо читају и одрасли. Многи ову књигу сматрају приручником за одрастање.
Књига носи наслов по истоименој песми, за коју многи верују да је и најлепша песма у овој збирци.
Године 1979. 16 песама из збирке објављено је на ЛП плочи Плави чуперак у издању ПГП РТБ.

## О књизи
Плави чуперак је најпопуларнија књига песама Мирослава Антића. Основна тема је љубав, која је и основна тема људског живљења и уметности, односно бурна осећања девојчица и дечака на прелазу у нов, тајанствен и узбудљив, заносан и леп живот младости, у време када почиње да се рађа и остварује ово најлепше људско осећање. У овом периоду осећања су често збуњујућа, неразумљива, али истовремено примамљива, узбудљива, чак и онда када су не узвраћена. Мотиви песама су љубав, заљубљивање, одрастање, маштање, сањарење...
Овом књигом аутор је освојио ново тематско подручје у дечјој поезији. Љубавне песме у дечјој поезији дуго су заобилажене и сматране неприкладним за овај узраст. Показало се да ова тема погађа најживља осећања младих и најтрајнија сећања одраслих. Међутим, вредност ове збирке песама није само у томе, већ и у посебности виђења љубави као теме и песниковом особеном језику којим је ову осетљиву тему уобличио. Појмови попут „немирно и дубоко ћутање”, „мале љубавне туге”, „неспретност”, „наивна понашања”, „скривени погледи”, „неизречена осећања”, само су неки од многобројних који творе овај свет напуштања и опраштања од детињством. Антићеве песме имају лирски узбудљиву приповедачку основу, што их углавном чини блискима и занимљивијима младим читаоцима, а то је и опште обележје његовог стваралаштва. Кроз своје песме Антић се обраћа и родитељима, суптилно сугеришући да би, због среће своје деце, требало да се присете свог детињства.
О првој љубави Антић говори спонтано, што га чини идеалним саговорником младим читаоцима. Иако је његов песнички говор у првом реду говор осећања и маштања, песник је у овој књизи близак свакодневици. Он је пажљиви посматрач онога што се догађа у срцима четрнаестогодишњака, али и учествује у дијалогу који млади воде са својим унутрашњим бићем. Он их подржава и подстиче, верујући да је њихов сан највећа вредност живота.
Поезија за децу у збирци Плави чуперак може се из више разлога назвати модерном. Она доноси знатне новине у тематици: опева „велико детињство“, односно раздобље између детињства и одраслости, и укида табу љубавне тематике у дечјим песмама. Такође, у њој се динамично смењују песнички субјекти: глас одраслог који се пријатељски обраћа младима, гласови деце оба пола, али и гласови детета уопште и човека уопште. У њој се на особен начин укршта романтично и хумористично, конкретно и универзално. Тиме се постиже модерна семантичка отвореност ове поезије.